# Ralph Orquin
Ralph Orquin (nacido en Texas el 15 de abril de 2003) es un futbolista mexico-estadounidense que juega como defensor en el Club América de la Primera División de México.

## Trayectoria

### Club América
Orquín surgido de las fuerzas básicas del América fue incluido en el plantel oficial para el apertura 2023 de la Liga MX. 

### FC Juárez
El 11 de enero de 2024 se confirmó su llegada al cuadro potro para la temporada del Clausura 2024 en calidad de préstamo.

## Selección nacional
Orquin formó parte de la selección sub-16 de Estados Unidos que entrenó en California bajo la dirección de Landon Donovan siendo este su primer llamado a selecciones inferiores.

## Palmarés

### Títulos nacionales
| Título           | Club         | País   | Año  |
| ---------------- | ------------ | ------ | ---- |
| Primera División | Club América | México | 2023 |